# 瀋陽オリンピック・スポーツセンター・スタジアム
瀋陽オリンピック・スポーツセンター・スタジアム(シェンヤン-、中国語:沈阳奥林匹克体育中心体育场)は、中国遼寧省瀋陽にある6万人収容できる競技場。2008年北京オリンピックのサッカー競技（グループリーグ）で使用された。また表記として瀋陽オリンピックスタジアム、瀋陽五輪スタジアム、瀋陽オリンピック体育中心、瀋陽五輪体育場、瀋陽奥体中心ともかかれる。

## 施設概要
スタジアムは60000人収容の陸上競技場。外観は乳白色でメインとバックにオリーブ型の採光性の大屋根が3枚ずつあり、楕円形の外観は水晶の王冠のように見える。
スポーツセンター全体は敷地面積43万平方メートル。総合体育館（1万人収容）、水泳場（4000人収容）、テニス場（4000人収容）などがある。総建物面積は26万平方メートル。周囲は体育センターを中心とした大型複合ショッピングモールや映画館、ホテル、高層ビルなどの建設の予定がある。前身は五里河体育場。

## 沿革
- 2006年初め瀋陽市政府が、2008年の北京五輪にむけた新スタジアムの建設を決定
- 2006年2月瀋陽五里河体育場を爆破解体
- 2006年4月着工
- 2007年6月竣工

## 主な大会・イベント
- こけら落としがオリンピック・プレ大会として2007年7月に中国・イタリア・メキシコ・タイで、オリンピックサッカー女子代表による4カ国対抗戦が行われた。
- オリンピック・プレ大会として2007年8月に日本・中国・北朝鮮・ボツワナでオリンピックサッカー代表による4カ国対抗戦が行われた。
- 2008年の北京オリンピックで、サッカーのグループリーグが行われた。
- 2013年、第12回中華人民共和国全国運動会主会場となる。
- 2016年9月6日、2018 FIFAワールドカップ・アジア3次予選のサッカー中国代表戦が行われた。

## 所在地・アクセス
- 瀋陽桃仙国際空港から20キロ
- 瀋陽地下鉄2号線・奥体中心駅より徒歩10分程度